# Моанда (ДР Конго)
Моанда, или Муанда (фр. Moanda, Muanda) — город и территория в провинции Центральное Конго Демократической Республики Конго.
Моанда расположена на побережье Атлантического океана в устье реки Конго, в 8 км к северо-западу от небольшого порта Банана. В 2010 году население города по оценкам составляло 86 896 человек. В городе есть международный аэропорт Моанда.
Моанда известна своими пляжами и имеет несколько туристических объектов, однако в экономике города туризм занимает второстепенное место. В городе функционирует большое количество отелей различной степени комфортности, в том числе и приемлемые с точки зрения современной гигиены.
Город имеет центральное водо- и электроснабжение.